# Rotterdammer Schiff
Das Rotterdammer Schiff (kurz für Rotterdammer Schiff, das die Engländer unter Wasser vernichten wird) oder Kämpfendes Tauchboot war das erste für den militärischen Einsatz konzipierte Tauchboot der Geschichte. Es wurde im Jahre 1653 durch den Franzosen De Son in Rotterdam, Holland konstruiert.
Das Boot hatte von der Seite gesehen einen grob rautenförmigen Querschnitt. Die Mitte bildete eine kubische Kiste, an deren Seiten Schaufelräder montiert waren. In der Kiste war die vorgespannte Feder ähnlich dem Federwerk einer Uhr, um das Schaufelrad zu drehen. Vorne und hinten war ein pyramidenförmiger Rumpf an der Kiste angebracht. Längs durch den gesamten Schiffsrumpf war ein massiver Holzbalken mit Eisenbeschlägen an den Enden angebracht. Dieser sollte als Rammsporn dienen und feindliche Schiffe unter der Wasserlinie leck schlagen und versenken. Dazu musste das Boot eine ausreichende Geschwindigkeit erreichen.
Der Erfinder proklamierte, das Boot könne an einem Tag Hunderte Schiffe versenken und in einem Tag von Rotterdam nach London und zurück fahren. Er erklärte, das Schiff sei unangreifbar, uneinnehmbar und nur er wisse, wie es zu steuern sei. Er kündigte sogar an, in sechs Wochen die Strecke von Rotterdam nach Ostindien zu schaffen.

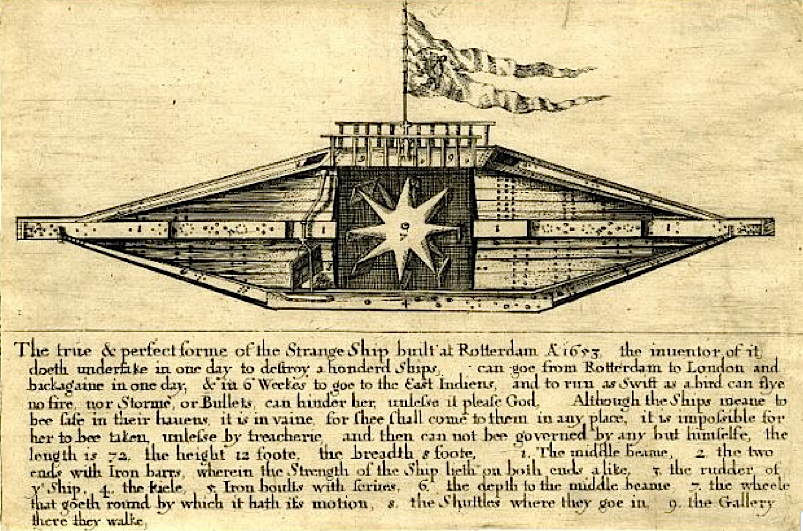
Druck mit Detailangaben zum Rotterdammer Schiff. Original im Maritiem Museum in Rotterdam.

Das Boot war eine völlige Fehlkonstruktion und kam nie zum praktischen Einsatz, da es sich nicht fortbewegen konnte. Der Antriebsmechanismus war, obwohl die Tests im Dock außerhalb des Wassers wohl positiv verlaufen waren, im praktischen Einsatz wirkungslos. Der Erfinder des Bootes hatte offensichtlich das Prinzip des Strömungswiderstandes nicht verstanden.
Das Boot war 22 m lang, 3,6 m hoch und 2,4 m breit und hatte 4 Mann Besatzung. Es wurde vermutet, dass es sich bei dem Schiff um ein U-Boot handelt, obwohl die Beschreibungen keine Angaben zu den Tauchfähigkeiten machen. Nur Henry Foulis erwähnt, dass das untergetauchte Rotterdammer Schiff Engländer tötet. Cyril Field, Lieutenant Colonel der Leichten Infanterie der Royal Navy, vermutete, dass es sich nicht um ein U-Boot handelte, sondern um ein Rammschiff mit wenig Freibord ähnlich den Schiffen HMS Polyphemus und USS Katahdin.